# 王冠雄
王冠雄（1949年10月10日—），原名王丰，原籍浙江，祖籍奉天省，台灣台南出生，為電影演員歌手，金馬獎最佳男主角獲獎者。1973年出道，1984年演藝事業正如日中天時宣布息影，短短12年拍了上百部電影，也發行過唱片。息影後轉從商，現居美國。

## 生平
1973年，因《潮洲大兄》而聲名大噪。
1980年，因主演《茉莉花》而榮獲第17屆金馬獎最佳男主角獎。
1984年演出《大纽約華埠風雲》後宣布息影，結束12年的演藝生涯，息影新聞震驚台灣影壇。
1985年2月21日，與楊惠姍共同主持臺灣電視公司大年初二特別節目《85新年秀》，是兩人首次同台主持。
1998年，《時報週刊》涉嫌長期監聽其與選美佳麗姜文淑的談話，甚至偷拍照片、非法監聽，因此憤而控告《時報週刊》。
1999年11月，以特殊人才的身份移民美國，目前全家居住於洛杉磯，並從事人體基因的研究與能量醫學之生物科技。
2002年，領導進行了「優質大腦計劃」，目的是針對自閉症患者進行治療。
2003年11月，金馬獎四十周年，主辦單位欲邀請歷屆的影帝、影后前來共襄盛舉，但因在美國的事業無法脫身；因此記者對其進行了專訪，並將此畫面傳回現場播放。
2013年11月23日，金馬獎五十周年，主辦單位再次邀請歷屆影帝、影后前來共襄盛舉，這回便偕同妻子返回台灣。

## 作品
- 《潮洲大兄》
- 《大地飛鷹》
- 《浪子快刀》
- 《賭國仇城》
- 《賭王鬥千王》
- 《茉莉花》
- 《職業殺手》(1981)
- 《上行列車》(1981)
- 《慧眼識英雄》(1982)
- 《大紐約華埠風雲》